# Molineuf
Molineuf ist eine Ortschaft und eine Commune déléguée in der französischen Gemeinde Valencisse mit 732 Einwohnern (Stand: 1. Januar 2022) im Département Loir-et-Cher in der Region Centre-Val de Loire.
Die Gemeinde Molineuf wurde am 1. Januar 2016 mit Orchaise zur neuen Gemeinde Valencisse zusammengeschlossen.

## Geographie
Molineuf liegt etwa acht Kilometer westlich vom Stadtzentrum von Blois am Cisse.

## Bevölkerungsentwicklung
| Jahr                       | 1962 | 1968 | 1975 | 1982 | 1990 | 1999 | 2006 | 2017 |
| Einwohner                  | 368  | 409  | 552  | 776  | 810  | 801  | 800  | 760  |
| Quellen: Cassini und INSEE |      |      |      |      |      |      |      |      |

## Sehenswürdigkeiten
- Kirche Saint-Secondin aus dem 12. Jahrhundert

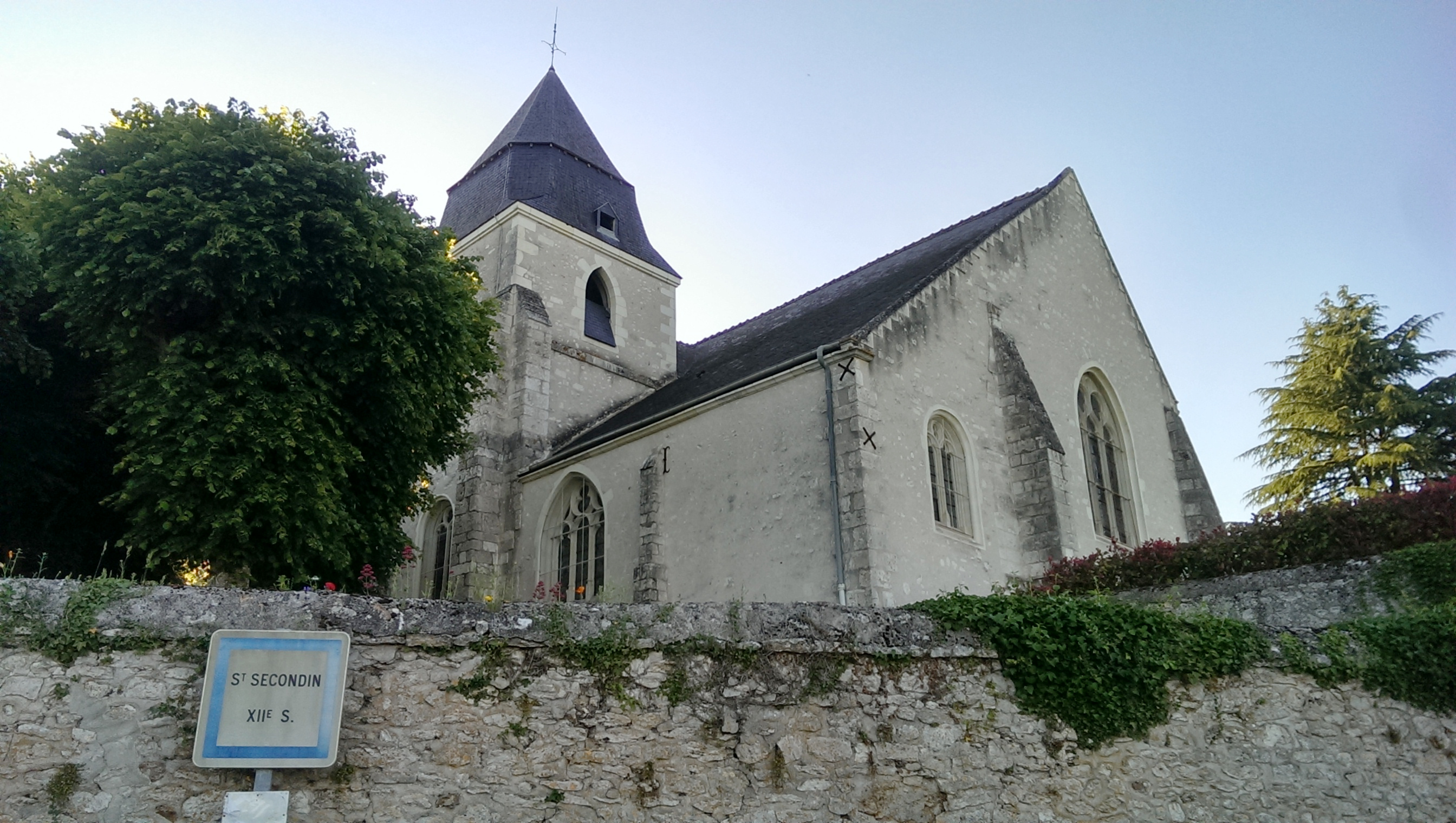
Kirche Saint-Secondin

- Schloss Bury